# 中山貞武
中山 貞武（なかやま さだたけ、1894年（明治27年）5月18日 - 没年不明）は、大日本帝国陸軍軍人。最終階級は陸軍少将。功四級

## 経歴
1894年（明治27年）に高知県で生まれた。陸軍士官学校第29期、陸軍大学校第41期卒業。1937年（昭和12年）8月に関東軍参謀（作戦）に就任し、1938年（昭和13年）1月8日に第3軍参謀（作戦主任）を経て、12月10日に第3軍高級参謀に就任した。1939年（昭和14年）3月に陸軍歩兵大佐に進級し、1940年（昭和15年）3月に陸軍歩兵学校研究部主事に転じ、1941年（昭和16年）7月に第3軍高級参謀、1942年（昭和17年）5月5日に第20軍高級参謀を歴任した。
同年7月1日に第20軍参謀長（関東軍・第1方面軍）に就任し、1943年（昭和18年）3月に陸軍少将に進級した。1944年（昭和19年）2月に第11軍参謀長（支那派遣軍）に転じ、1945年（昭和20年）4月23日に第6方面軍参謀長に就任し、終戦を迎えた。
1948年（昭和23年）1月31日、公職追放仮指定を受けた。

## 栄典
勲章
- 1944年（昭和19年）3月7日  - 勲二等瑞宝章[4]